# Anka
För andra betydelser, se Anka (olika betydelser).

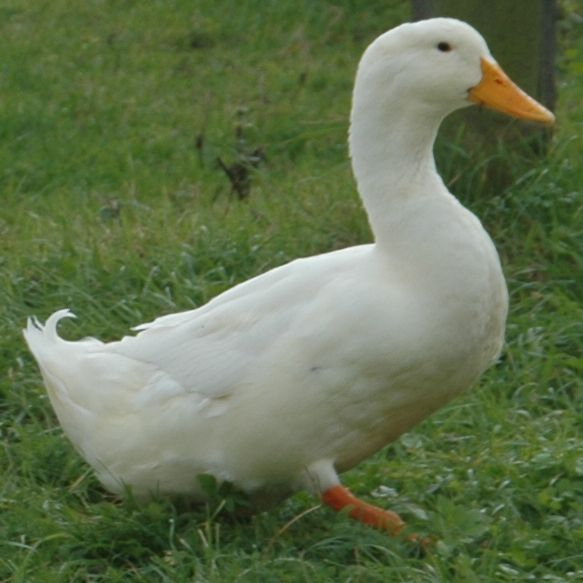
En Pekinganka.

Ankor är den domesticerade formen av gräsänder. Ett undantag är den tama myskankan som härstammar från den vilda myskanden. Ankor föds upp för köttets eller äggens skull. Hanen kallas andrake, drake, andrik eller ankbonde, honan oftast bara anka och ungarna ankungar eller ällingar. Ankor har platta simfötter. Ankor har som många andra fjäderfä en orange näbb. Näbben är utvecklad för att kunna söka föda under vatten en kortare stund.

## Domesticering
Den första säkra domesticeringen av gräsanden skedde i Kina. Där har tama ankor funnits i minst 2 000 år. Bland de egenskaper som gjorde gräsanden möjlig att domesticera var ungarnas möjligheter till prägling på människor troligen viktig. För att egentlig domesticering skall kunna sägas ha skett krävs dock mer än det. Det är från Kina de första bevisen finns på att uppfödning skedde och att ägg medvetet kläcktes fram.
I Rom och Grekland blev det vanligt med tama änder redan kort före Kristi födelse.
Myskankan kom till Europa från Sydamerika på 1500-talet.
I Sverige fanns inga tama ankor före medeltiden. Första gången myskankan infördes till Sverige var omkring mitten av 1600-talet.

## Ankraser
- Allier anka
- Aylesburyanka
- Bac Kinh anka
- Bali anka
- Basjkiriensanka
- Bau Quy anka
- Blekingeanka
- Bourbon anka
- Campbellanka är en korsning mellan rouenanka och löpand, framavlad i Storbritannien och känd sedan 1901.[8]
- Cayugaanka
- Co anka
- Dansk lantanka
- Dendermonder anka
- Duclair anka
- Estaires anka
- Färöisk anka
- Gimbsheimer anka
- Havanna anka
- Hoa anka
- Högtflygande anka
- Holländsk anka
- Challans anka
- Kejsaranka
- Kroknäbbad anka
- Löpanka, också kallad indisk löpand, har hållits domesticerad i minst 2 000 år. Liksom Pekingankan har den en mycket upprätt kroppsställning. Löpankan är vit eller brun och har en kroppsvikt av högst 2 kilogram. Den hålls främst för äggen och kan ha en årsproduktion av upp till 150 ägg. Löpankan importerades till Europa vid mitten av 1800-talet.[8]
- Magpieanka
- Majorcansk anka
- Mignonanka
- Moc anka
- Mulard - korsning mellan myskanka och vanlig anka.
- Myskanka
- Orpingtonanka
- Overberganka
- Pekinganka - är troligen den mest spridda ankrasen. Den härstammar från Kina och är vanlig för köttproduktion. Det är en stor ankras på ungefär 5-6 kilogram som är vit med gul eller röd näbb (ibland rosa). Pekingankan infördes till Europa på 1870-talet.[8]
- Pommersk anka
- Rouenanka
- Sachsenanka
- Semoisanka
- Shetlandsanka
- Smaragdanka
- Streicheranka
- Svensk blå anka
- Svensk gul anka
- Svensk myskanka
- Tsaiyaanka
- Ukrainsk anka
- Ungersk anka
- Venetiansk anka
- Vit Bau Ben anka
- Vorstanka
- Vouille anka
- Walesisk Harlekin

## Beteenden
När en anka känner sig hotad försöker den oftast fly från hotet, antingen genom att flyga bort eller simma till en säkrare plats. Ankor kan också gå till attack om deras ungar är i fara. Om en anka förnedras kan den bli mer tillbakadragen och undvika kontakt med andra ankor.

## Ankor i litteratur
- Arne Anka
- Den fula ankungen av H.C. Andersen
- Daffy Anka
- Howard the Duck
- Kalle Anka

## Ankor som maträtt
- Sprängd anka
- Pekinganka (maträtt)